# Medeon (Phokis)

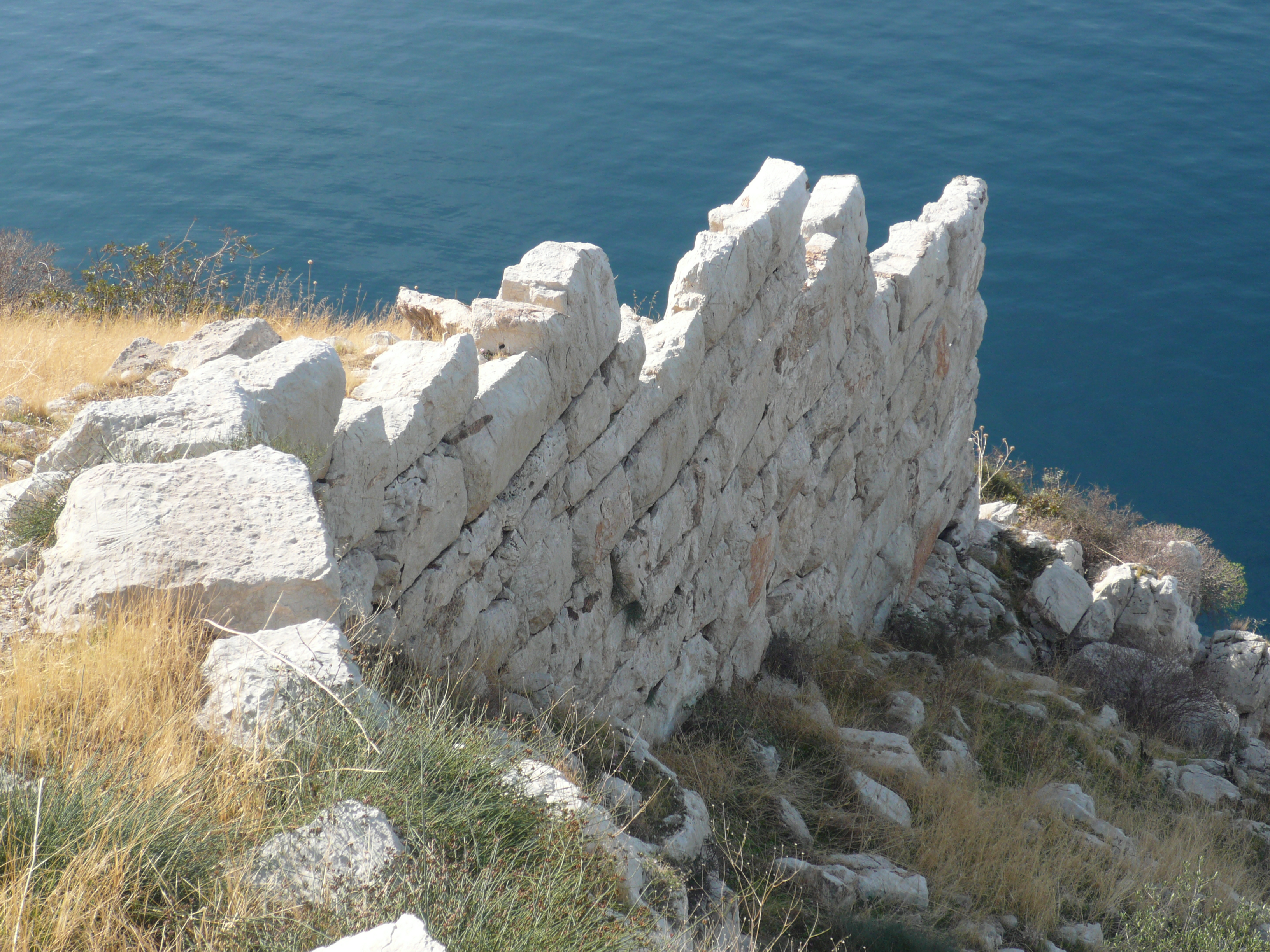
Antike Stadtmauer von Medeon

Medeon (altgriechisch Μεδεών) war eine antike griechische Stadt am Golf von Antikyra. Sie lag vermutlich gegenüber von Antikyra auf dem 60 m hohen Agii Theodori-Hügel an der Mündung der Schlucht von Kleisoura. Während der Ort in der Antike zu Phokis gehörte, liegt er heute auf böotischem Boden.

## Überlieferung
Medeon soll nach Medeon, dem Sohn des Pylades und der Elektra, benannt sein. Zu Strabons Zeit existierte die Stadt noch. Er berichtet, dass sie am krissäischen Meerbusen, dem heutigen Golf von Itea, 160 Stadien (etwa 30 km) von Böotien entfernt lag. Etwas später widerspricht er jedoch dieser Aussage und sagt, dass die Stadt Antikyra gegenüber lag. Auch Pausanias berichtet, dass die Stadt, die zu seiner Zeit in Ruinen lag, sich am Golf von Antikyra befand. Die Stadt wurde 348/47 v. Chr. während des Dritten Heiligen Kriegs von Philipp II. zerstört. Danach wurde sie wieder errichtet.
Das böotische Medeon wurde laut Strabon nach der Stadt benannt.

## Geschichte
Bereits zur Mittelhelladischen Zeit gab es auf dem Hügel eine Siedlung. Von 1400 bis 1150 v. Chr. bestand hier eine Spätmykenische Akropolis. In einem Grab (Grab Nr. 239, SH III C) fand man ein spätmykenisches Elfenbeinsiegel (Stilistik: LH III A2-LH III B) mit Linear B-Schriftzeichen. Der Ort war auch in der Geometrischen, Archaischen und Klassischen Zeit bewohnt. Nachdem die Stadt im Dritten Heiligen Krieg zerstört worden war, wurde sie schnell wieder aufgebaut und im 3. oder 2. Jahrhundert v. Chr. die noch heute sichtbare Befestigungsmauer errichtet. Im 2. Jahrhundert v. Chr. schloss Medeon mit dem nahegelegenen Stiris ein Bündnis. In der Spätrömischen Zeit vom 3. bis ins 6. Jahrhundert gab es in der Ebene südlich der Akropolis am Ufer des Kleisouras ein großes Landgut mit Therme. Im 11. Jahrhundert wurde am Ort Siderokafchion (altgriechisch Σιδηρο-Καυχιόν, Eisenschmelzerei) eine Klosterkirche, wahrscheinlich eine Niederlassung des Klosters Hosios Lukas, gegründet. Möglicherweise bestand hier später eine Eisenhütte. Nachdem die Kirche zerstört wurde, errichtete man auf den Grundmauern einen Turm mit Umfassungsmauer. Anhand eines venezianischen Schatzfunds mit Münzen von 1368 bis 1382 lässt sich der Turm ins 14. Jahrhundert datieren. Im 19. Jahrhundert gab es in der Ebene ein kleines Dorf, eine Niederlassung des Klosters Hosios Lukas. In den 1960er Jahren errichtete die französisch-griechische Firma Aluminium de Grèce in der Ebene eine Aluminiumhütte.

## Erforschung
1801 besuchte William Gell die Gegend. Er vermutete bereits, dass hier das antike Medeon lag. Um 1830 kam William Martin Leake nach Medeon und verfasste die erste nähere Beschreibung. 1880 entdeckte der Archäologe Pierre-Marie-Mondry Beaudouin in den Ruinen des antiken Stiris eine Stele mit einem Bündnisvertrag zwischen Stiris und Medeon. 1907 führte der griechische Archäologe Georgios Sotiriadis erste archäologische Grabungen durch und entdeckte zahlreiche Gräber aus verschiedenen Epochen. 1940 und 1962–1967 führte die École française d’Athènes Grabungen durch. Hierbei entdeckte man weitere Gräber und Siedlungen. In der Ebene entdeckte man römische Gebäude und die byzantinische Kirche. Die Fundamente der Gebäude in der Ebene sind heute unter der Aluminiumhütte verborgen. Die bedeutenden Architekturfragmente der Kirche sind im Kloster Hosios Lukas ausgestellt. Einige antiken Fundstücke sind im Archäologischen Museum von Distomo zu sehen.

## Beschreibung
Am nördlichen und östlichen Hang des Agii Theodori-Hügels und am südwestlichen Abhang des Amalia-Berges (891 m) fand man insgesamt 270 Gräber aus mykenischer, geometrischer, archaischer, klassischer und hellenistischer Zeit. Von diesen sind heute noch einige links und rechts der Straße, die von Paralia Distomou zur Aluminiumfabrik führt, sichtbar.

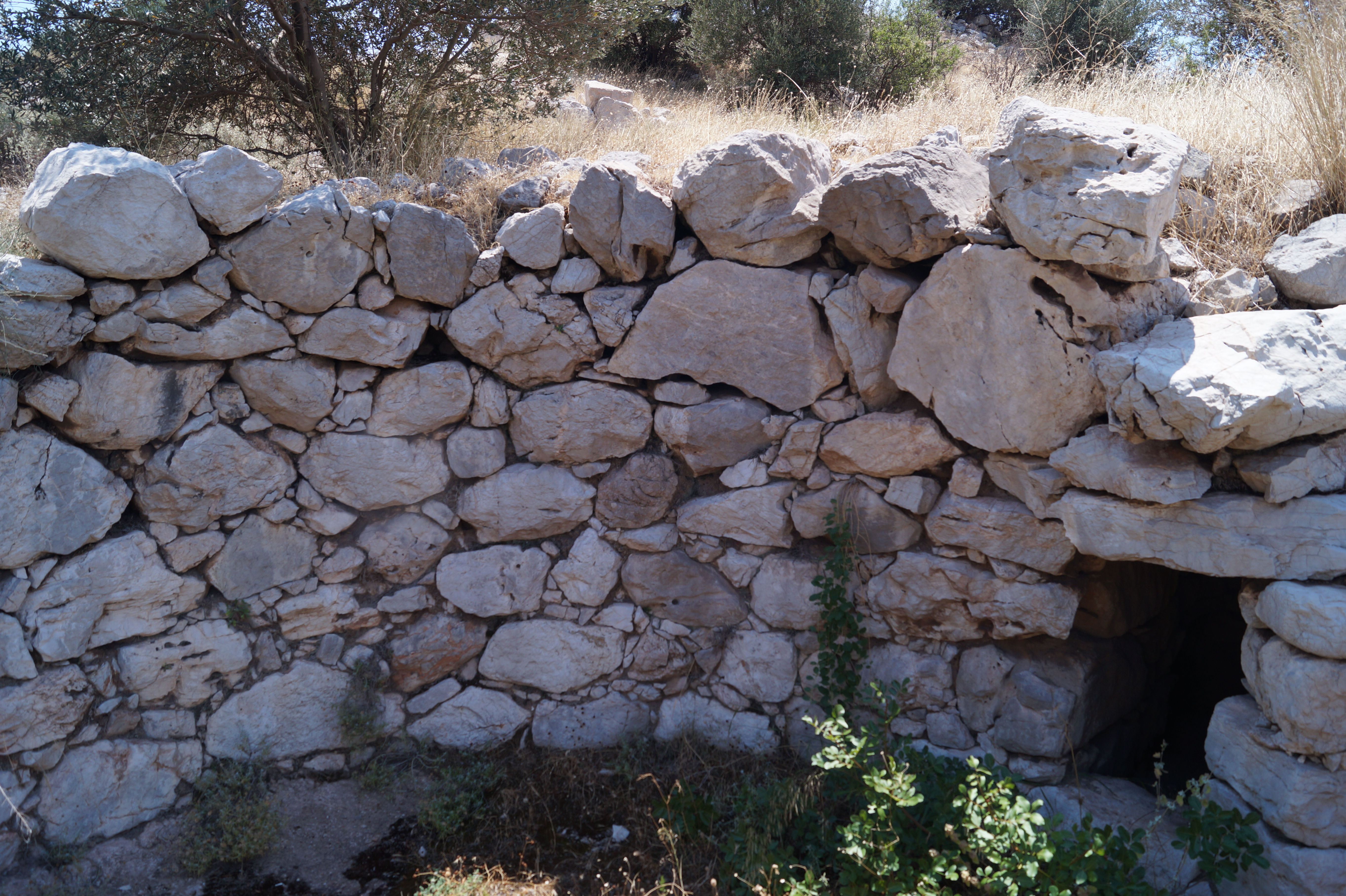
Westteil des Tholosgrabs mit Zugang zur Seitenkammer

Das bedeutendste Grab ist ein Tholosgrab aus Mykenischer Zeit, das sich am nordöstlichen Hang von Medeon befindet. Ein kurzer Zuweg, der mit einer Mauer versperrt ist, führt von Westen zum Grab. Die Tholos hat einen Durchmesser von etwa 5 m und die Mauern sind etwa noch 1 m hoch erhalten. Im Westen gibt es eine kleine Seitenkammer. Innerhalb der Tholos fand man drei Gräber. Im Südosten fand man ein Kistengrab aus Mittel- oder Späthelladischer Zeit. Dieses wurde im 6. Jahrhundert v. Chr. erneut für eine Bestattung verwendet und im 4. Jahrhundert v. Chr. ausgeraubt. In einem anderen Grab fand man Scherben aus archaischer oder hellenistischer Zeit und eine Silbermünze aus Sikyon (4. Jahrhundert v. Chr.) und Bronzemünzen aus Chalkida und Böotien (3. – 2. Jahrhundert v. Chr.). Ein weiteres Grab enthielt spätrömische Scherben (5. – 6. Jahrhundert), die mit viel älteren Scherben vermischt waren. In der Seitenkammer fand man Mittel- und Späthelladische Scherben und eine sogenannte Psi-Figur und weitere Bruchstücke aus dem 4. Jahrhundert v. Chr. Zu einer späteren Zeit wurde das Tholosgrab mit einer rechteckigen Konstruktion umgeben. Das Grab wurde in Späthelladischen Zeit (SH III B; 1340–1190 v. Chr.) über einer Mittelhelladischen Siedlung errichtet und enthält deshalb auch Keramikscherben aus dieser Zeit.
Die Stadtmauer aus klassischer Zeit schloss die Stadt im Westen, Norden und Osten ein. Der steile Südabhang wurde nicht mit einer Mauer befestigt. Von dieser Stadtmauer sind im Westen, Norden und Osten noch Reste erhalten. Auf dem Gipfel steht heute die Kirche Agii Theodori. In deren Nähe sind noch Grundmauern von Gebäuden und eine Zisterne sichtbar.